# Жукув (Сохачевський повіт)
Жукув (пол. Żuków) — село в Польщі, у гміні Сохачев Сохачевського повіту Мазовецького воєводства.
Населення — 747 осіб (2011).
У 1975-1998 роках село належало до Скерневицького воєводства.

## Демографія
Демографічна структура станом на 31 березня 2011 року:
|          | Загалом | Допрацездатний вік | Працездатний вік | Постпрацездатний вік |
| -------- | ------- | ------------------ | ---------------- | -------------------- |
| Чоловіки | 372     | 97                 | 239              | 36                   |
| Жінки    | 375     | 77                 | 231              | 67                   |
| Разом    | 747     | 174                | 470              | 103                  |